# Nerd
Nerd (de l'anglès nerd i pronunciat IPA /nɛɾt/ «cretí»; «boig», «fanàtic», «enganxat», «obsedit») és un estereotip que representa una persona molt intel·ligent, fascinada pel coneixement, especialment científic, i generalment sol ser associat a una persona socialment maldestra i aïllada de l'entorn que l'envolta. El mot equivalent més aproximat a nerd en català seria setciències.

## Descripció
Encara que s'associa a una persona molt intel·ligent en tots els àmbits, generalment només coneix en profunditat una àrea específica. Actualment, el terme també es refereix a una persona socialment normal que presenti un gran coneixement sobre un tema no dominat per la majoria de les persones. Moltes de les característiques atribuïdes a cert tipus de nerd molt retret solen ser unides a casos de Síndrome d'Asperger, una forma lleu d'autisme. Sol tenir l'autoestima força baixa i li manca confiança en si mateix. També sol ser objecte d'assetjament escolar i aïllament social.
El nerd és un estereotip molt utilitzat en la ciència-ficció, especialment l'estatunidenca, on se sol presentar com un noi de pell blanca de vegades amb problemes d'acne, amb ulleres i ortodòncies, encara que darrerament s'ha expandit a altres colors de pell. Fruit de la manca de confiança en si mateix, se sol representar com una persona obesa o molt prima. Acostuma a presentar trastorns obsessius amb l'ordre i amb una devoció extrema a complir les normes.

## Història
El terme nerd es va començar a utilitzar als anys 70, inspirat pel filósof Timothy Charles Paul, que va utilitzar la paraula per descriure un estereotip de persona intel·ligent amb males habilitats socials i que sol ser objecte de burles.
Cap als anys 90, el terme va desenvolupar connotacions positives dins les esferes socials connectades als ordinadors i internet. Dins aquest context, el terme defineix una persona experta en qüestions tècniques, qualitat que la fa sentir orgullosa, ja que aquesta condició pot potenciar el seu èxit en el sector informàtic, científic o cultural.
Per la societat, aquest terme sol ser sinònim de geek però són dos grups amb característiques força diferents encara que a vegades es poden confondre. Els geeks solen ser persones molt més extravertides tant en la seva personalitat com el seu estil de vida, car tenen específicament passió pel coneixement i la fascinació per temes de ciència-ficció i tecnologia.

## Categories[calcitació]
- Shy-ni Nerd: es caracteritza per set molt tímid i callat, té por d'expressar les seves opinions.
- Standard Nerd: es caracteritza per ser callat i respectuós amb altres, però és més fàcil que altres persones puguin dialogar de forma amena amb ell i puguin treballar en equip.
- Extreme Nerd o Hardcore Nerd: es caracteritza per ser molt poc respectuós de la gent perquè creu que ho sap tot. Es dedica a degradar la resta, producte de les seva baixa autoestima, i a mirar de demostrar la seva superioritat en el camp de domina.
- Heart-of-Nerd: és el nerd que es dedica contínuament a demostrar als altres que no ho és tractant d'imitar característiques d'altres estereotips més populars dins la societat com un "rocker" o "raper".

## Orgullnerd
L'any 1984 es va estrenar el film Revenge of the Nerds, protagonitzada per Robert Carradine i Anthony Edwards, on es va representar l'estereotip de nerd que ha creat aquesta imatge definitiva. L'argument va inspirar l'aparició de l'orgull nerd que va emergir durant els anys 90.
La popularització d'internet va desembocar en la creació de "Dia de l'Orgull Friqui" el 25 de maig de 2006 a Espanya, i que es va estendre a diverses cultures semblants com les dels nerds i geeks arreu del món.